# Liste der Monuments historiques in Fressies
Die Liste der Monuments historiques in Fressies führt die Monuments historiques in der französischen Gemeinde Fressies auf.

## Liste der Objekte
| Bezeichnung               | Beschreibung                | Standort                            | Kennzeichnung | Schutzstatus | Datum | Bild |
| ------------------------- | --------------------------- | ----------------------------------- | ------------- | ------------ | ----- | ---- |
| Skulptur Madonna mit Kind | Eichenholz, bemalt, um 1800 | in der Chapelle de la Sainte-Vierge | PM59004503    | Inscrit      | 1981  |      |